# Gaylord Nelson
Gaylord Nelson (Clear Lake, 1916. június 4. – Kensington, 2005. július 3.) az Amerikai Egyesült Államok szenátora (Wisconsin, 1963–1981).